# Waldburg-Wolfegg-Zeil
Waldburg-Wolfegg-Zeil fu una Contea del Sud-Est del Baden-Württemberg, in Germania. Waldburg-Wolfegg-Zeil derivò dalla spartizione del Waldburg e venne divisa nel 1589, per creare il Waldburg-Waldburg, il Waldburg-Wolfegg ed il Waldburg-Zeil.